# 村井長次

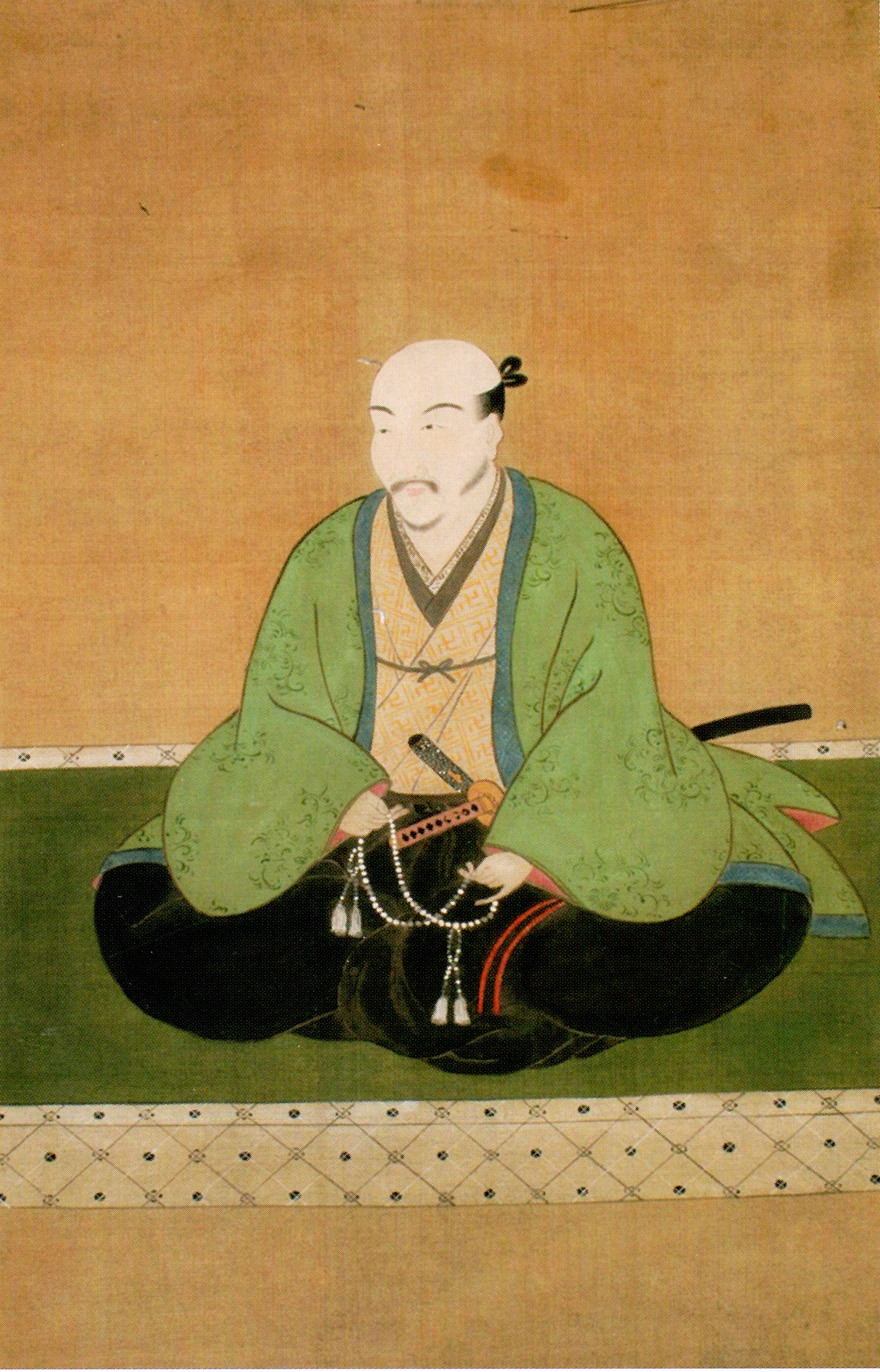
村井長次

村井 長次（むらいながつぐ、永禄11年（1568年） - 慶長18年11月7日（1613年12月18日））は、戦国時代から江戸時代初期の武将、加賀藩前田家の家臣。本姓は平氏（桓武平氏）。家紋は「丸ノ内上羽蝶」。

## 出自
村井家家祖で父の村井長頼は前田利家の尾張時代に家臣になった。長頼は利家が織田家を辞したときにも従い、利家の通称(仮名)である「又左衛門」から「又」の字をもらうほどであった(長頼の通称は又兵衛)。芳春院（まつ）の江戸人質の際にはこれに従って江戸に下りその地で没しており、村井家は前田家から信頼され、前田八家の一つとして家老職を務めた。村井家石高は16500石余で、家紋は丸に揚羽蝶。歴代墓地は野田山。

## 経歴
長次は長頼の嫡男として生まれる。慶長10年（1605年）、細川忠隆と離縁した前田千世を正室とした。
千世との間には実子はなく、村井家では長光（織田有楽斎嫡男長孝の次男）、女子（前田利政女）、女子（脇田兵部女）、女子（村井理斉（長頼弟）女）の養子女をとり、長次死後は長光（長家、兵庫もしくは飛騨とも言う）が家督を継いだ。